# De retour vers Noël
Pour plus de détails, voir Fiche technique et Distribution.
De retour vers Noël (Correcting Christmas) est un téléfilm américain réalisé par Tim O'Donnell (en), diffusé en 2014.

## Synopsis
Ali est une jeune femme ambitieuse et indépendante. Elle voit arriver les fêtes de Noël avec tristesse alors qu'elle adorait cette période, ces traditions. En effet, le seul regret qu'elle a dans sa vie c'est celui d'avoir quitté son petit ami, il y a tout juste un an. Alors qu'elle se rend dans un fast-food seule pour son réveillon de Noël, elle fait la connaissance de Ginny, une femme étrange, virevoltante et fantastique qui lui demande si elle souhaiterait avoir une seconde chance afin de réparer ses erreurs. Ali se réveille alors un an auparavant, ce matin du 24, chez ses parents avant la rupture fatidique...

## Fiche technique
Sauf indication contraire, les informations mentionnées dans cette section peuvent être confirmées par la base de données cinématographiques IMDb,  présente dans la section « Liens externes ».
- Titre original : Correcting Christmas[1]
- Titre français : De retour vers Noël
- Titre anglais : Back to Christmas
- Titre québécois : Nouveau départ pour Noël
- Réalisation : Tim O'Donnell (en)
- Scénario : Rachel Stuhler
- Costumes : Shi Tang
- Photographie : Theo Angell
- Musique : Al Sgro
- Casting : Lindsay Chag
- Production : Michael Moran
- Société de production : Baby Steps Entertainment[2]
- Sociétés de distribution : MarVista Entertainment, House Lights Media (DVD)
- Pays d'origine :  États-Unis
- Langue originale : anglais
- Format : couleur - 1,78:1 - son stéréo
- Durée : 86 minutes
  - États-Unis / Canada : 20 décembre 2014
  - France : 15 novembre 2016 sur TF1

## Distribution
- Kelly Overton (VF : Hélène Bizot) : Ali
- Michael Muhney (VF : Jérémy Bardeau) : Cameron
- Gloria Loring (VF : Odile Schmitt) : Robin
- Mark Hutter (VF : Jean-Gabriel Nordmann) : Brian
- Moses Storm (VF : Alexandre Gillet) : Jason
- Jennifer Elise Cox (VF : Céline Monsarrat) : Ginny
- Jonathan Patrick Moore (VF : Thomas Roditi) : Nick
- Lauren Storm : Samantha
- Sean Masterson : Mark
- Kallee Brookes : Charice
- Holly Houk : Lila
- J. P. Manoux : le serveur

 Source et légende : version française (VF) sur RS Doublage et selon le carton du doublage français télévisuel.